# Арістов Борис Іванович
Борис Іванович Арістов (13 вересня 1925, місто Кострома, тепер Російська Федерація — 27 листопада 2018, місто Москва) — радянський державний діяч, дипломат, 1-й секретар Ленінградського міськкому КПРС, міністр зовнішньої торгівлі СРСР. Член ЦК КПРС у 1971—1990 роках. Депутат Верховної Ради СРСР 9-го і 11-го скликань.

## Життєпис
Народився в родині службовця. У 1941—1942 роках — рахівник колгоспу «1 Мая» Красносєльського району Ярославської області.
У 1942—1943 роках — курсант військово-піхотного училища в Ярославській області. У 1943—1945 роках — командир відділення окремої інженерно-саперної бригади Резерву Верховного Головнокомандування в місті Ростові Ярославської області. У 1945—1946 роках — старший писар штабу окремого інженерно-саперного батальйону при Вищій інженерно-мінній школі в Москві.
Член ВКП(б) з 1945 року.
У 1946—1949 роках — студент Ленінградського інституту зв'язку імені Бонч-Бруєвича. У 1949—1950 роках — студент вечірнього відділення Ленінградського електротехнічного інституту імені Ульянова (Леніна).
Одночасно з 1947 року працював на Ленінградському заводі «Світлана»: електромонтером, техніком, інженером-розробником, начальником складальної ділянки, старшим технологом цеху.
З 1952 року на партійній роботі. У 1952—1957 роках — інструктор, заступник завідувача, завідувач промислово-транспортного відділу Виборзького районного комітету КПРС міста Ленінграда.
У 1957—1963 роках — заступник завідувача промислово-транспортного відділу Ленінградського обласного комітету КПРС.
У 1963—1969 роках — 1-й секретар Виборзького районного комітету КПРС міста Ленінграда.
У 1969—1971 роках — заступник голови виконавчого комітету Ленінградської міської ради депутатів трудящих.
З 13 лютого 1971 року по 19 квітня 1978 року — 1-й секретар Ленінградського міського комітету КПРС.
З 17 травня 1978 по 11 липня 1983 року — Надзвичайний і Повноважний Посол СРСР в Польській Народній Республіці.
У 1983—1985 роках — заступник міністра закордонних справ СРСР.
18 жовтня 1985 — 15 січня 1988 року — міністр зовнішньої торгівлі СРСР.
17 червня 1988 — 10 лютого 1992 року — Надзвичайний і Повноважний Посол СРСР (з 25 грудня 1991 року — Російської Федерації) у Фінляндській Республіці.
З березня 1992 року — на пенсії в місті Москві.

## Нагороди і звання
- два ордени Леніна
- орден Жовтневої Революції
- три ордени Трудового Червоного Прапора
- орден «Знак Пошани»
- медалі
- Надзвичайний і Повноважний Посол